# ژان الویان
ژان ستراکی الویان (ارمنی: Ժան Սեդրակի Էլոյան؛  زادهٔ ۶ فوریهٔ ۱۹۱۲ - درگذشته ۳ مارس ۱۹۸۴) بازیگر و راوی اهل ارمنستان بود. وی بین سال‌های - تا - میلادی فعالیت می‌کرد.

## زندگی‌نامه
وی در ۶ فوریه ۱۹۱۲ در خنس به دنیا آمد . وی در تئاتر دراماتیک دولتی وارطان آجمیان گیومری و فرهنگستان دولتی تئاتر سوندوکیان فعالیت می‌کرد وی همچنین برنده جوایزی همچون هنرمند مردمی ارمنستان شوروی (۱۹۶۵) شد. وی در ۳ مارس ۱۹۸۴ در سن سالگی در ایروان درگذشت.

## گزیده فیلمشناسی
از فیلم‌ها یا برنامه‌های تلویزیونی که وی در آن نقش داشته‌است می‌توان به عروسی از شمال، مثلث (فیلم ۱۹۶۷) اشاره کرد. 